# Visp
Visp (toponimo tedesco; in francese Viège) è un comune svizzero di 7 726 abitanti del Canton Vallese, nel distretto di Visp del quale è capoluogo.

## Geografia fisica
Visp si trova nella Valle della Vispa presso la confluenza della Vispa nel Rodano.

## Storia
Nel 1972 ha inglobato il comune soppresso di Eyholz.

## Monumenti e luoghi d'interesse
- Chiesa parrocchiale cattolica di San Martino, attestata dal XIII secolo e ricostruita nel 1650-1655 e nel 1953[1].

## Società

### Evoluzione demografica
L'evoluzione demografica è riportata nella seguente tabella:
Abitanti censiti

## Infrastrutture e trasporti
Visp è servito dall'omonima stazione, sulle linee ferroviarie Losanna-Briga e Briga-Visp-Zermatt.

## Amministrazione
Ogni famiglia originaria del luogo fa parte del cosiddetto comune patriziale e ha la responsabilità della manutenzione di ogni bene ricadente all'interno dei confini del comune.